# Gotham (Nottinghamshire)
Pour les articles homonymes, voir Gotham.
Gotham (ˈɡoʊtəm prononcé en anglais : [GOHTəm]) est un village du Nottinghamshire, en Angleterre, au sud de Nottingham et au nord-est de Kegworth. Gotham a une population d'environ 1 600 habitants. Il fait partie du district de Rushcliffe de Nottingham, et est doté d'un conseil de paroisse. Célèbre grâce à ses ironiquement nommés Wise Men (Sages), son nom a également inspiré Gotham City, allégorie de New York servant de localisation aux aventures de Batman.

## Monuments et sites particuliers

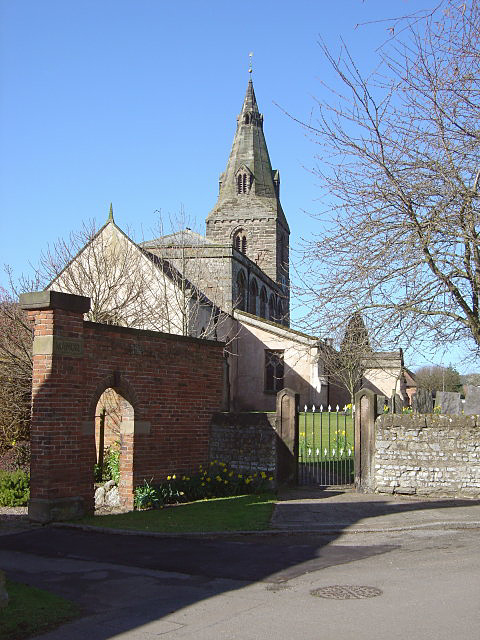
Église Saint-Laurent de Gotham.

Gotham possède une église du XIIe siècle nommée en l'honneur de Saint-Laurent (St-Lawrence).

## Géographie

### Climat

#### Tempête récente
Le 2 août 1984, pendant que des pluies torrentielles s'abattent sur le comté, Gotham est frappé par une tornade à environ 17h50, déracinant les arbres, faisant s'envoler les cabanes de jardins sur le réseau électrique, détruisant les serres et endommageant sévèrement les maisons, toits et cheminées ; étonnamment, on ne dénombre aucun blessé.

## Histoire

### Mythe et légende médiévale

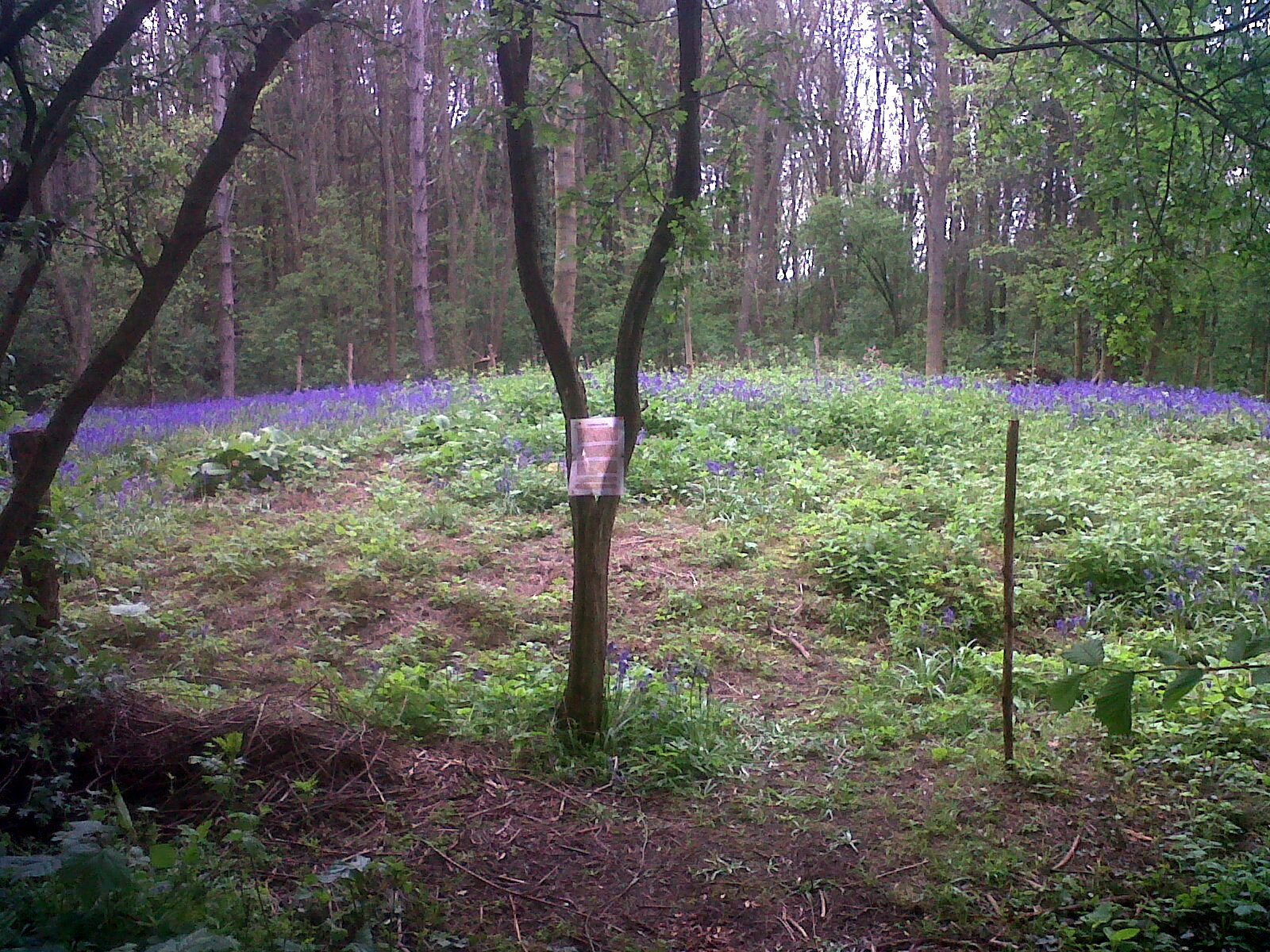
La Cuckoo Bush Mound (butte du buisson au coucou), est le site supposé du conte des Wise Men of Gotham où ils essayèrent de barricader le coucou même si dans les faits il s'agit d'un monticule funéraire du néolithique. Daté d'il y a 3000 ans, il a été excavé en 1847.

Le village est principalement connu pour ses histoires des Wise Men of Gotham (les Sages de Gotham). On y dépeint les habitants du village comme étant fous. Néanmoins, la raison du comportement allégué semblerait avoir été un stratagème de villageois essayant d'imiter la folie pour éviter une route publique royale qui aurait dû passer par le village, car ça les aurait obligé à construire et maintenir cette route. À l'époque, on croyait que la folie était très contagieuse, et lorsque les chevaliers du roi Jean ont vu le comportement fou des villageois, ils se sont promptement retirés et la route royale a été détournée pour éviter le village.
Un des actes de folie constatés par les chevaliers concerne un groupe de paysans du village essayant de barricader un petit arbre afin d'y garder captif un coucou par ordre du shérif de Nottingham. Un des trois pubs (auberges) dans le village s'appelle encore « The Cuckoo Bush Inn » (« L'auberge du buisson du coucou »).

### Gotham dans la Seconde Guerre mondiale

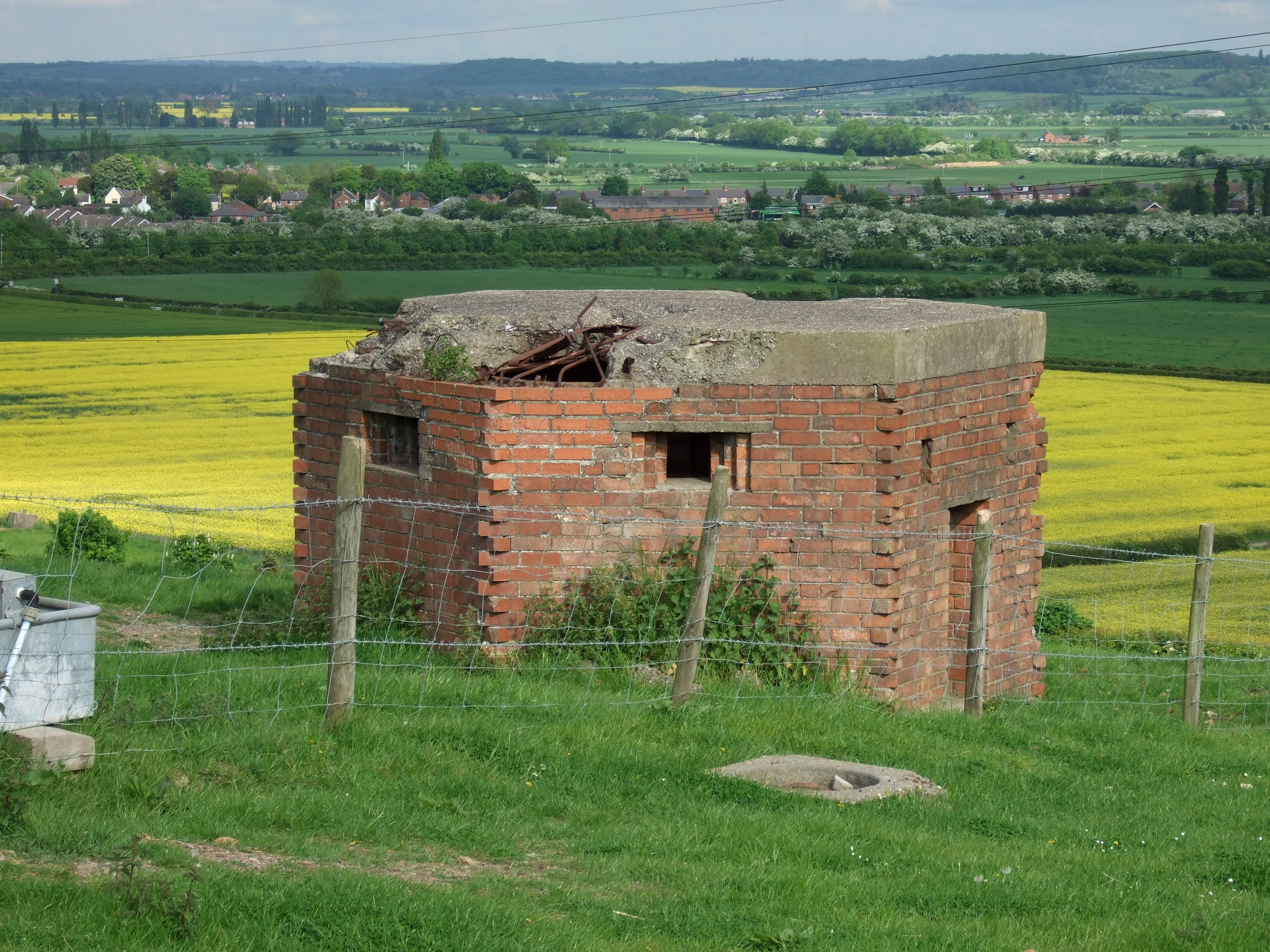
Casemate de Gotham.

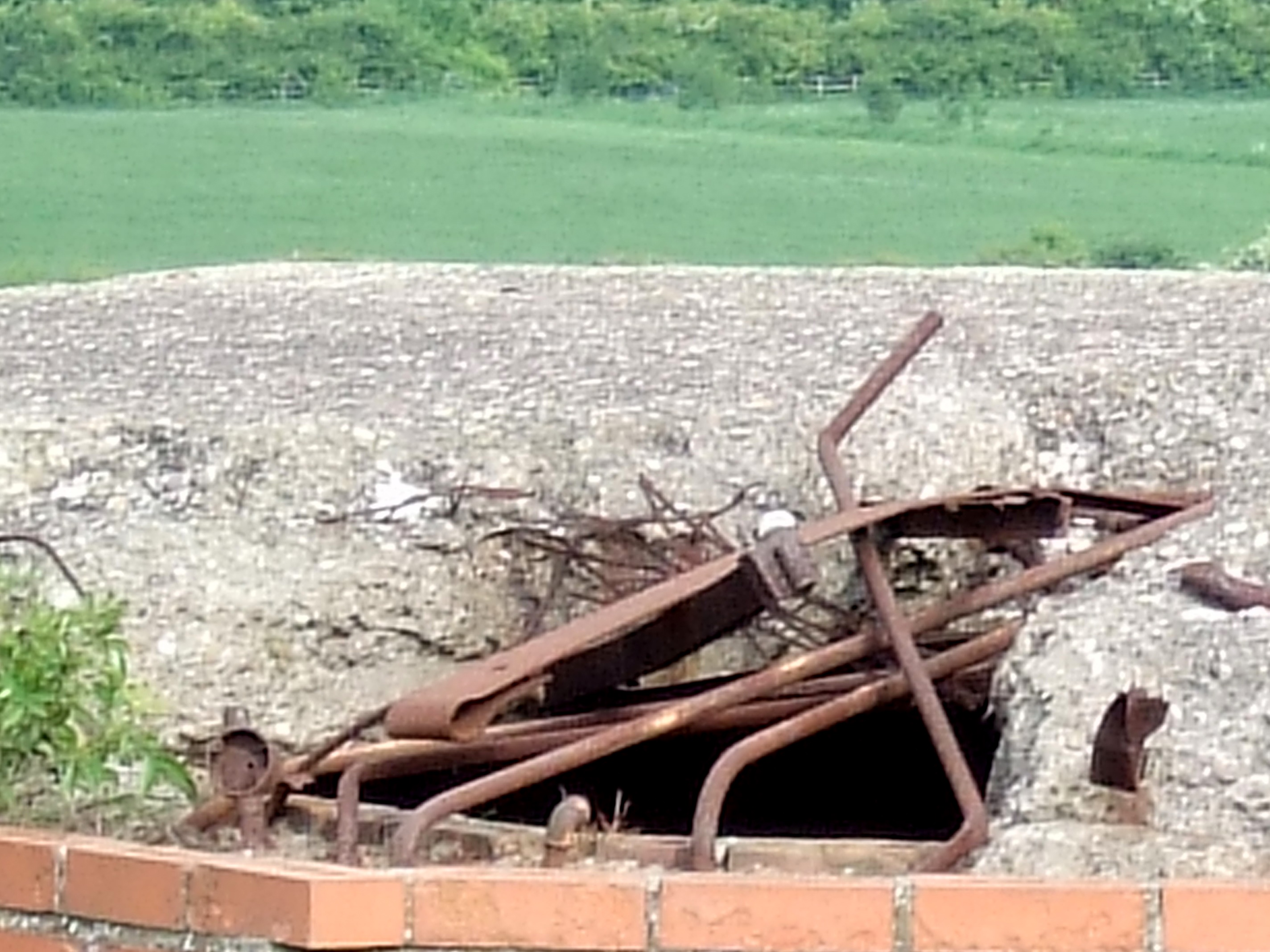
Plan serré d'une casemate faite à partir de ferrailles à Gotham.

Il reste peu de traces physiques du passé de Gotham pendant la guerre. Le mot « Gotham » a été retiré des façades des bâtiments scolaires et de tous les panneaux de signalisation et de direction pendant la Seconde Guerre mondiale afin d'induire le doute dans les troupes ennemies qui auraient pu envahir la région. Le bunker en illustration est la seule structure conservée de l'époque dans le village. C'était une des deux casemates érigées pour la défense du village et pour servir également de phare de recherche. Les dommages qu'il a subis ont été causés après la guerre, et ne sont pas dus à une action ennemie.

## Faune et flore
Gotham accueille également un site biologique d'intérêt scientifique particulier (SSSI) listé en tant que Gotham Hill Pasture (pâturage de la colline de Gotham),.

## Infrastructures de transport
Bien que Gotham n'ait jamais eu de gare ferroviaire pour passagers, il est effectivement situé en bout des 2 milles de la branche de Gotham Sidings (en) qui provenait de l'est depuis la ligne principale de Great Central, ouverte en mars 1899. La branche desservait une fabrique de plâtre et des mines de gypse, et fut fermée au début des années 1960. La ligne principale, quant à elle, arrêta le service régulier en mai 1969, même si la section de Loughborough à Ruddington perdure encore, donnant accès au centre du patrimoine ferroviaire de Ruddington. La gare la plus proche aujourd'hui est celle d'East Midlands Parkway (en), ouverte depuis début 2008 à Ratcliffe-on-Soar, et fournissant des liaisons avec la Midland Main Line qui relie Londres à Sheffield.
Gotham a aussi accueilli la South Notts Bus Company, qui fournissait un service de bus entre Nottingham et Loughborough en passant par le village. Le nom commercial de la South Notts est encore utilisé par Nottingham City Transport, qui a repris la ligne en 1991.

## Renommée et héritage

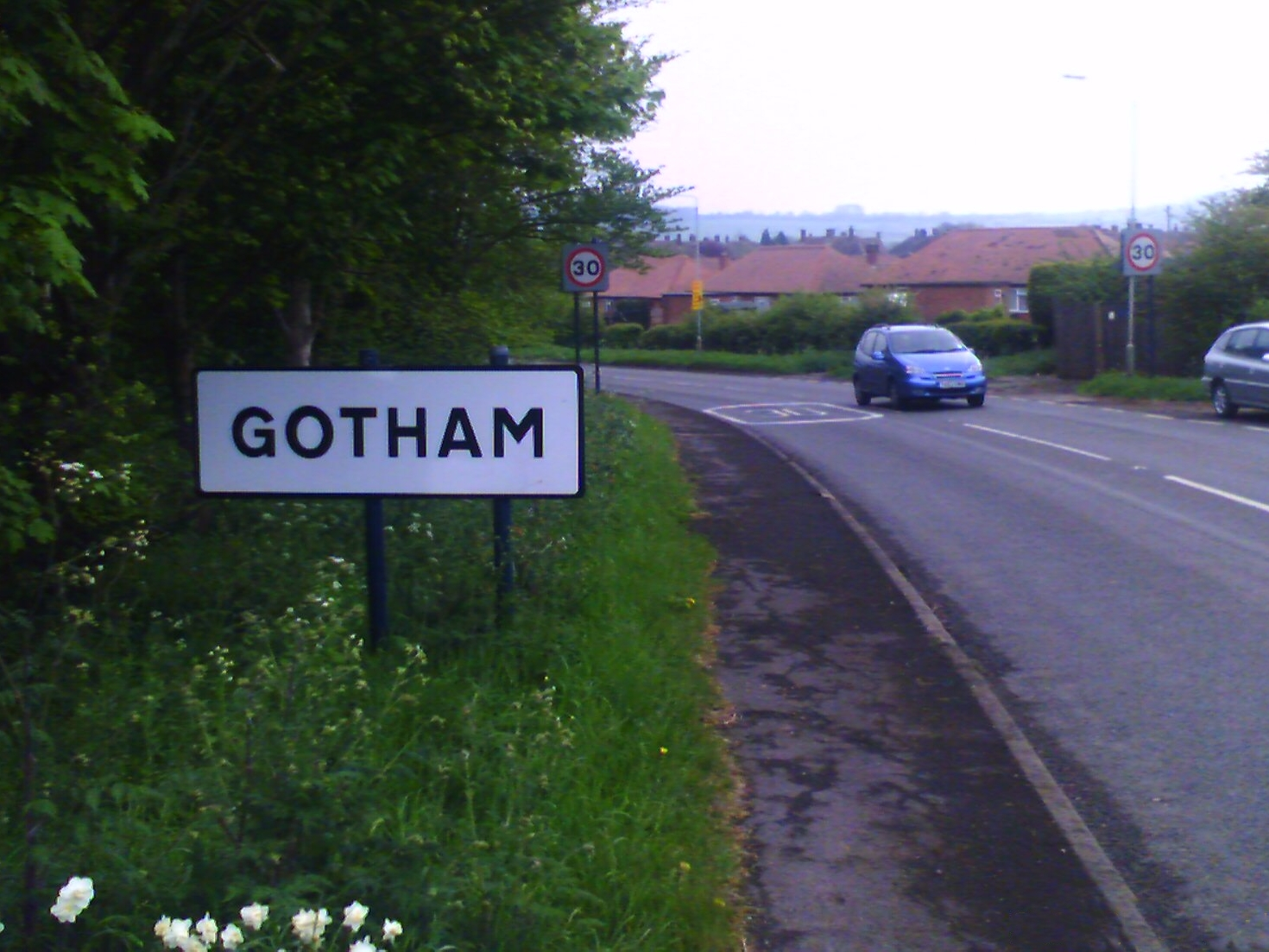
Le panneau « Welcome to Gotham » (« Bienvenue à Gotham ») attire de nombreux touristes qui veulent être pris en photo juste à côté.

Se rappelant l'ingéniosité folle des habitants de Gotham, Washington Irving a donné le nom de « Gotham » à New York dans son Salmagundi (1807). À son tour, Bill Finger, co-créateur de Batman, a nommé le pastiche du New York qui héberge le chevalier noir, Gotham City. L'existence de Gotham du Nottinghamshire dans l'Univers DC a été récemment reconnue dans Batman: Legends of the Dark Knight n°206 (et aussi dans le comics 52 n°27), même si la relation entre les deux noms n'est pas explicitée dans l'univers DC. Dans une histoire intitulée Cityscape (Paysage urbain) dans les Batman Chronicles n°6, on y révèle que Gotham a été initialement construite pour qu'on y loge les criminels fous, et Robin lit un journal qui indique comment Gotham a été baptisé ; « I even have a name for it. We could call it 'Gotham' after a village in England - where, according to common belief, all are bereft of their wits » (« J'ai même un nom pour elle. On pourrait l'appeler Gotham comme un village en Angleterre - où, selon la croyance générale, ils ont tous perdu la raison »).
En réponse à une question sur la relation entre Gotham, au Nottinghamshire et Gotham pour New York, l'ancien maire de New York mayor Rudolph Giuliani écrivit que c'était « un plaisir d'avoir l'opportunité de reconnaître le lien culturel et historique » (« a pleasure to have this opportunity to acknowledge the cultural and historical link ») entre les deux lieux.